# L'amore comporta
L'amore comporta è il tredicesimo album in studio del cantautore italiano Biagio Antonacci, pubblicato l'8 aprile 2014 dalla Sony Music.

## Descrizione
Anticipato dal singolo Ti penso raramente, pubblicato il 28 febbraio per il download digitale, L'amore comporta è stato prodotto da Antonacci stesso tra Los Angeles e Milano, insieme a Michele Canova Iorfida, ed è composto da tredici brani, tra cui Le veterane, scritto da Paolo Conte.
Dall'album sono stati estratti altri tre singoli: Dolore e forza, Tu sei bella e Ho la musica nel cuore, pubblicati tra maggio e novembre 2014. Il 6 febbraio 2015 è inoltre uscito l'omonimo singolo.

## Tracce
1. Cado – 3:26
2. Ti penso raramente – 4:01
3. L'amore comporta – 3:27
4. Hai bisogno di me – 3:22
5. Tu sei bella – 4:02
6. Mai mi dici amore – 2:55
7. Dolore e forza – 3:48
8. Ho la musica nel cuore – 3:30
9. Ricordati chi sei – 3:41
10. Le veterane – 2:43
11. Barbara – 4:00
12. Ora e mai per sempre – 4:00
13. Libera – 3:52

## Successo commerciale
L'album ad una settimana dall'uscita debutta alla prima posizione della classifica italiana degli album e vi rimane anche per la settimana successiva. Alla sua nona settimana L'amore comporta viene certificato disco di platino dalla FIMI per le oltre 50 000 copie vendute. Il 12 dicembre 2014 l'album è stato certificato doppio disco di platino dalla FIMI per le 100 000 copie vendute.

## Formazione
- Biagio Antonacci - voce, pianoforte, Fender Rhodes, chitarra addizionale e percussioni
- Christian Rigano - tastiera e programmazione
- Reggie Hamilton - basso
- Vinnie Colaiuta, Victor Indrizzo - batteria
- Massimo Pitzianti - tastiera e pianoforte, sassofono baritono
- Michael Landau - chitarra acustica ed elettrica
- Michele Canova Iorfida - sintetizzatore e programmazione
- Jeff Babko - pianoforte, Fender Rhodes e organo Hammond B3
- Marco Tamburini - tromba
- Federico Pierantoni - trombone
- Mattia Dalla Pozza - sax
- Claudio Chiara - sassofono tenore, sax alto

## Classifiche

### Classifiche settimanali
| Classifica (2014) | Posizione massima |
| ----------------- | ----------------- |
| Italia            | 1                 |
| Svizzera          | 32                |

### Classifiche di fine anno
| Classifica (2014) | Posizione |
| ----------------- | --------- |
| Italia            | 5         |
| Classifica (2015) | Posizione |
| Italia            | 83        |